# Münsterland oldenbourgeois
 (janvier 2024).
Si vous disposez d'ouvrages ou d'articles de référence ou si vous connaissez des sites web de qualité traitant du thème abordé ici, merci de compléter l'article en donnant les références utiles à sa vérifiabilité et en les liant à la section « Notes et références ».

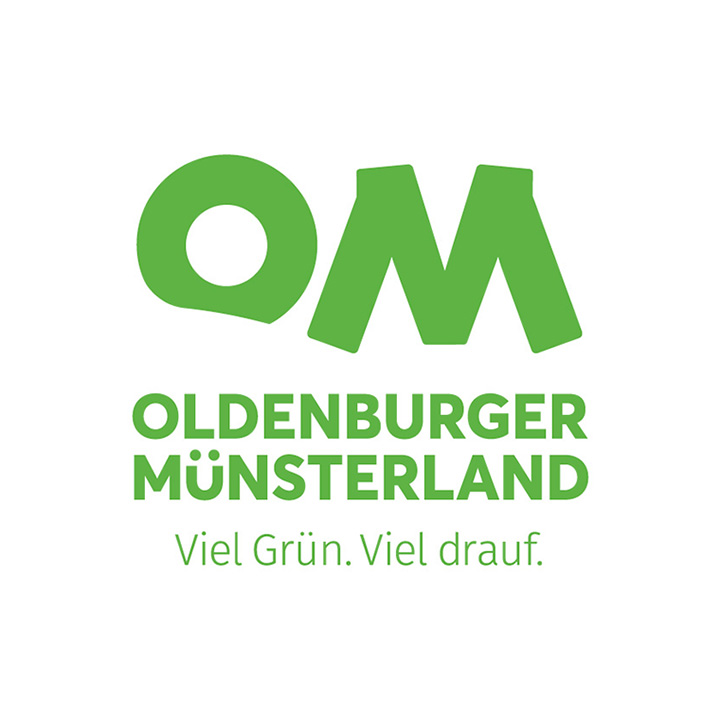
Logo du Münsterland oldenbourgeois

Le Münsterland oldenbourgeois, aussi appelé Oldenburg Münsterland, Oldenburger Münsterland ou Oldenburgisches Münsterland, est une région de Basse-Saxe, en  Allemagne, et la zone administrative qui comprend les districts fédéraux de Cloppenburg et de Vechta. 
Il forme la partie sud de la région historique du pays d'Oldenbourg, c'est pourquoi on l'appelle également Südoldenburg. Les habitants de la région s'appellent donc Südoldenburger, le dénominatif Oldenburger Münsterländer étant plutôt rare.

## Histoire

Carte de localisation de l'arrondissement de Cloppenburg en Basse-Saxe, Allemagne

En 1252, le prince-évêque de Münster acquiert l'ancien comté de Ravensberg-Vechta. Avec la conquête de l'ancien Comté tecklembourgeois de Cloppenburg en 1400, l'histoire commune de l'actuel Oldenburg Münsterland dans le chapitre inférieur de Münster a commencé.
En 1668, l'évêque de Münster acquit également la souveraineté ecclésiastique sur la Basse-Saxe. À la suite du Recès d'Empire du 25 février 1803, le duc protestant d'Oldenbourg obtint le pouvoir d'État sur les Comtés de Cloppenburg et de Vechta, dont la population est restée majoritairement catholique jusque-là.

Carte de localisation de l'arrondissement de Vechta en Basse-Saxe, Allemagne

Pendant la période dite française (1811-1813), le Oldenbourg Münsterland était administré par le Département franco-hanséatique de l'Ems-Supérieur (Département du Haut Ems). 
Jusqu'en 1946, le Münsterland d'Oldenbourg faisait partie du Grand-duché d'Oldenbourg ou de l'État libre d'Oldenbourg (depuis 1919). 
Depuis 1946, l'Oldenburg Münsterland appartient au Land allemand de Basse-Saxe et comprend la zone des districts fédéraux de Cloppenburg et Vechta.

## Économie
Le Oldenbourg Münsterland compte une forte densité d'élevage intensif. Plusieurs grandes entreprises de l'industrie de la viande ont leur siège dans la région. Le groupe PHW, le plus grand producteur allemand de viande de volaille, a son siège à Rechterfeld. Le groupe EW, leader mondial du marché de l'élevage et de la génétique avicole, a son siège à Visbek. D'autres groupes de l'Industrie de la viande, tels que Plukon Food Group et Westfleisch (de), exploitent des installations industrielles de transformation de la viande dans la région.